# Lindbomska belöningen
Lindbomska belöningen är benämning på en medalj, vilka utdelas sedan 1819 av Kungliga Vetenskapsakademien i Stockholm. 

## Historik
Akademiens ledamot Gustaf Aron Lindbom testamenterade den 20 april 1814 till Kungliga Vetenskapsakademien ett belopp på 2000 riksdaler banko med föreskrift att räntan däraf användes årligen till en à två guldmedaljer, som tilldelas den, utom eller inom akademien, som ingifver någon afhandling med nya och viktiga upptäckter uti kemiska eller fysiska vetenskaperna. Kapitalet uppgick 1915 till 5 300 kronor och prisbeloppet till 183 kronor.

## Mottagare av Lindbomska belöningen
- 1819 – A. Arfwedson, för Om upptäckten af ett nytt eldfast alkali, Lithion.

- 1820 – Aug. Lindbergson, för Undersökning af en urinsten och S. Nilsson, för Om de i sandstenen vid Hör befintliga petrifikat.

- 1821 – Eilhard Mitscherlich, för Om förhållandet emellan chemiska sammansättningen och kristallformen hos arseniksyrade och fosforsyrade salter.

- 1822 – Bengt Gustaf Bredberg, för Försök att bestämma den chemiska sammansättningen hos några vid smältprocesser i stort bildade slagger.

- 1823 – Gustaf Gabriel Hällström, för samma afhandling som för Ferrnerska priset.

- 1824 – S. Nilsson, för Underrättelse om fossila landtväxter som finnas tillsammans med hafsmusslor, snäckor ra. m. i den Skånska grönsandskalken.

- 1825 – J. Svanberg och S. A. Cronstrand, för Försök till bestämmande af svenska längdmåttets och vigtens enheter.

- 1826 – Lars Peter Lychnell, för Undersökning af några serpentiner och Carl Gustaf Mosander, för Något om cerium.

- 1827 – F. Rudberg, för Volumförändringen hos blandningar af alcool och vatten.

- 1828 – Bengt Gustaf Bredberg, för Chemiska sammansättningen hos svaflets föreningar med metaller.

- 1829 – Carl Gustaf Mosander, för Undersökning af några arter titanjern.

- 1830 – Nils Gabriel Sefström, för Om vanadium, en ny metall.

- 1833 – Carl Gustaf Mosander, för Undersökning af några cyan-dubbelsalter.

- 1834 – Se Ferrnerska priset.

- 1835 – Nils Gabriel Sefström, för Undersökning af de räfflor, hvaraf Skandinaviens berg äro med bestämd riktning fårade och P. A. v. Bonsdorff, för Om atmosferiska luftens inverkan vid metallernas oxidation.

- 1836 – C. Ullgren, för Bidrag till kännedomen af det hvita qvicksilfver-præcipi-tatets och några andra analoga qvicksilfversalters sammansättning.

- 1837 – F. Rudberg, för Om luftens utvidgning.

- 1838 – Carl Gustaf Mosander, för Upptäckten af lantan.

- 1840 – Lars Fredrik Svanberg, för Kemisk undersökning af några glimmerarter.

- 1841 – Lars Fredrik Svanberg, för Saponit och Rosit, tvenne nya mineralier.

- 1842 – Nils Gabriel Sefström, för Om ett sätt att vid barometerobservationer göra sig oberoende af ofullkomligheten uti barometerns vacuum.

- 1843 – A. Erdmann, för Undersökning af tvenne nya mineralier, Uwarowit och Monradit.

- 1844 – Lars Fredrik Svanberg, för två kemiska afhandlingar.

- 1845 – N. J. Berlin, för Om den oxalsyrade chromoxidens dubbelsalter.

- 1846 – Peter Munck af Rosenschöld, för Om elektricitet i fördeladt och bundet tillstånd.

- 1847 – A. Erdmann, för Om de i Sverige förekommande bergarter, som föra horn-blende eller augit.

- 1848 – L. F. Svanberg och H. Struwe, för Några molybdenföreningar och denna metalls atomvigt.

- 1849 – E. E dl and, för Undersökning öfver induktionsströmmar, som uppkomma vid öppnandet och slutandet af en galvanisk kedja.

- 1850 – A. Erdmann, för Försök till en geognostisk-mineralogisk beskrifning öfver Tunabergs socken i Södermanland.

- 1852 – Anders Ångström, för Om de monoklinoëdriska kristallernas molekulära konstanter.

- 1854 – Anders Ångström, för Optiska undersökningar.

- 1856 – E. Edlund, för Uppfinning af en telegrafapparat, medelst hvilken två underrättelser samtidigt kunna afsändas i motsatt riktning på en och samma telegraftråd.

- 1858 – Adolf Erik Nordenskiöld, för Bidrag till läran om den kristallografiska isomorfin och dimorfin.

- 1859 – Johan Fredrik Bahr, för Analyser af atmosferisk luft i Stockholm.

- 1860 – Robert Thalén, för Om induktionsströmmars fortvaro och styrka och Christian Wilhelm Blomstrand, för Några organiskt sammansatta radikaler.

- 1861 – J. Lang, för Bidrag till kännedom om salpetersyrlighetens föreningar med enatomiga baser och Fredrik Laurentz Ekman, för Om hydrobenzamidens förhållande till chlorväte.

- 1862 – Anders Ångström, för Ny metod att bestämma kroppars ledningsförmåga för värme.

- 1863 – C. Chydenius, för Jordmagnetiska förhållandena vid Spetsbergen och om gradmätnings utförbarhet därstädes.

- 1864 – Robert Thalén, för Bestämning af elasticitetsgränsen hos metaller.

- 1865 – J. Lang, för två afhandlingar om salpetersyrligheten.

- 1866 – L. I. Igelström, för uppsatser om nya mineralier.

- 1867 – L. I. Igelström, för Mäktiga lager af bituminös gneiss och glimmerskiffer uti Nullaberget. E. W. Fernlundh, Till kännedomen om öfverjodsyransmättningskapacitet.

- 1868 – C. W. Paijkull, för Bidrag till kännedomen om Islands bergsbyggnad.

- 1869 – F. L. Ekman, för Kemisk undersökning af »Nullabergsarten» från östmarks socken i Vermland.

- 1870 – G. Lindström, för Kemisk undersökning af meteorstenarne från Hessle.

- 1871 – K. A. Holmgren, för Elektriciteten som kosmisk kraft.

- 1872 – Th. Nordström, för Rhodan-qvicksilfver-dubbelsalter och kemisk undersökning af meteorjärn från Ovifak på Grönland.

- 1873 – Per Teodor Cleve och O. Höglund, för Om Yttrium- och Erbium-f ören ingår.

- 1874 – August Wijkander, för Observations météorologiques de 1’expédition arctique suédoise en 1872—73.

- 1875 – Per Siljeström, för Gasers täthets- och elasticitetsförändringar vid lägre pressioner än en atmosfer, och Mariotteska lagen.

- 1876 – F. L. Ekman, för Om de strömningar som uppstå i närheten af flodmynningar.

- 1877 – August Wijkander, för Observations magnétiques, faites pendant 1’expédition arctique suédoise en 1872—73.

- 1878 – L. F. Nilson, för afhandlingar i organisk kemi och P. Klason, för Rhodankaliums inverkan på föreningar af monoklorättik-syra.

- 1879 – O. Pettersson, för uppsatser i fysikalisk kemi.

- 1880 – L. F. Nilson, för upptäckten af metallen Skandium.

- 1881 – H. E. Hamberg, för Sur la variation diurne de la force du vent.

- 1882 – O. Widman, för Om en synthes af tymol ur kuminol.

- 1883 – C. E. af Klercker, för Recherches sur la dispersion prismatique de la lumière.

- 1884 – Karl-August Wallroth, för Fosforsalts inverkan på metalloxider.

- 1885 – S. Arrhenius, för Bestämning af den galvaniska ledningsförmågan hos mycket utspädda vattenlösningar samt grunderna för en kemisk teori för elektrolyten lösning och C. A. Mebius, för Experimentel undersökning öfver elektriska induktions-och disjunktions-strömmar.

- 1886 – A. Hamberg, för Hydrografiska iakttagelser under expeditionen till Grönland 1883 och G. Flink, för Undersökningar öfver en serie diopsidvarieteter från Nordmarken.

- 1887 – T. Moll, för Undersökning om den elektriska urladdningen ur ett Ruhm-korffs induktorium.

- 1888 – G. Lindström, för Om hyalotekit från Långban.

- 1889 – A. G. Ekstrand, för uppsatser om naftoësyror och kolhydrat.

- 1890 – D. S. Hector, för Undersökning om derivat af svafvelurinämne och W. Palmaer, för Iridiums ammoniakaliska föreningar.

- 1891 – H. Bäckström, för Ueber angeschwemmte Bimsteine an norwegischen Kvisten och R. Mauzelius, för Om fluornaftalinsulfonsyra.

- 1892 – J. A. Bladin och H. G. Söderbaum, för kemiska uppsatser.

- 1894 – Per Teodor Cleve, för afhandlingar öfver isomeriförhållanden inom naftalinserien.

- 1896 – Vilhelm Bjerknes, för Ueber elektrische Resonanz.

- 1897 – D. Strömholm, för Om sulfin- och tetinföreningar, 1—3.

- 1898 – E. J. Widmark, för Om gränserna för det synliga spektrum.

- 1899 – G. Granqvist, för Quantitative Bestimmungen über die Zerstäubung der Kathode in verdünnter Luft.

- 1900 – Hans von Euler-Chelpin, för två uppsatser öfver katalytiska reaktioner.

- 1902 – Astrid Cleve, för Bidrag till kännedomen om Ytterbium.

- 1903 – J. W. Sandström, för Ueber die Beziehung zwischen Luftbewegung und Druck in der Atmosphäre unter stationären Verhältnissen.

- 1905 – J. Köhler, för Arsenikundersökningar.

- 1906 – Walfrid Ekman, för Om jordrotationens inflytande på hafsströmmarna.

- 1908 – Jonas Westman, för Mesures de 1’intensité de la radiation solaire faites à Upsala en 1901; och Durée et grandeur de 1’insolation à Stockholm.

- 1909 – G. von Heidenstam och Evert Norlin, för Teoretiska undersökningar rörande kolning af ved.

- 1911 – G. Flink, för Bidrag till Sveriges mineralogi.

- 1912 – Otto Holmberg, för två afhandlingar öfver grundämnet holmium.

- 1913 – Håkan Sandqvist, för Studien über die Phenanthrensulfosäuren.

- 1915 – Arne Westgren, för über die kinetische Energie der Teilchen in kolloiden Lösungen.